# Українсько-бенінські відносини
Українсько-бенінські відносини — відносини між Україною та Республікою Бенін.
Бенін визнав незалежність України 9 січня 1992 року. Країни встановили дипломатичні відносини 10 квітня 1992 року.
Інтереси громадян України в Республіці Бенін захищає Посольство України в Нігерії.

## Торгівля
У 2021 році обсяг торгівлі товарами та послугами між країнами становив 50,9 млн. дол. США (експорт товарів з України склав 80,89 млн. дол. США, імпорт до України – 15 тис. дол. США). Позитивне для України сальдо – 50,873 млн. дол. США.
Основні статті українського експорту:
- чорні метали (74,8%)
- добрива (17,3%)
- м’ясо та їстивні продукти (3,7%)
- жири та олії тваринного або рослинного походження (2,3%)
- овочі (0,8%)

Основні статті імпорту із Беніну:
- живі тварини (99,8%)